# Вільхове газоконденсатне родовище
Вільхове газоконденсатне родовище — належить до Північного борту нафтогазоносного району Східного нафтогазоносного регіону України.

## Опис
Розташоване в Луганській області на відстані 25 км від м. Луганськ.
Знаходиться на схилі Воронезької антеклізи поблизу Красноріцького скиду.
Структура виявлена в 1963-66 рр. У її геологічній будові беруть участь переважно теригенні утворення нижнього, середнього та верхнього карбону, крейди, палеогену. Підняття являє собою брахіантикліналь північно-західного простягання розмірами по ізогіпсі — 990 м 6,4х1,6 м, амплітудою 30 м, поховану під мезозойськими утвореннями. Її півн. крило ускладнене Веселогорівським скидом амплітудою 105—250 м. Перші промислові припливи газу отримано з шести продуктивних горизонтів в інтервалі 530—1705 м у 1967 р.
Поклади пластові, склепінчасті, деякі літологічно обмежені. Режим покладів газовий.
Експлуатується з 1975 р. На 1.01.1994 р. родовище знаходилось на завершальній стадії розробки. Запаси початкові видобувні категорій А+В+С1: газу — 6055 млн. м3.